# Port lotniczy Czilas
Port lotniczy Czilas (IATA: CHB, ICAO: OPCL) – krajowy port lotniczy położony w mieście Czilas, w prowincji Gilgit-Baltistan, w Pakistanie.